# ورتج
ورتج (به انگلیسی: Vartej) یک زیستگاه انسانی در هند است که در Bhavnagar district واقع شده‌است.

## خصوصیات
ورتج ۹٬۷۰۳ نفر جمعیت دارد و ۲۹ متر بالاتر از سطح دریا واقع شده‌است.